# Axel Laurance
Pour les articles homonymes, voir Laurance.
Axel Laurance, né le 13 avril 2001 à Calan (Morbihan), est un coureur cycliste français, professionnel depuis 2021. Il est champion du monde sur route espoirs en 2023.

## Biographie

### Famille et débuts dans le cyclisme
Axel Laurance est le fils de Franck Laurance, cycliste professionnel en 1995 et 1996, et de Manuella Le Cavil, trois fois championne de Bretagne de cyclisme. Sa sœur Typhaine est aussi coureuse cycliste,. Baigné dans ce milieu, il commence le vélo à 4 ans par le BMX puis passe au cyclisme sur route, sur piste et au cyclo-cross à partir de 13 ans, en première année minimes,.
En 2017, il est troisième du championnat de France de vitesse par équipes et du championnat de France de cyclo-cross, en catégorie cadets (moins de 17 ans). Chez les juniors (moins de 19 ans), il se distingue en 2019 par des victoires d'étapes à la Ronde des vallées (cinquième au général) et au Grand Prix Rüebliland (dixième au général). La même année, il devient champion de Bretagne et se classe également huitième du championnat de France sur route à Beauvais. En fin de saison, il est sélectionné en équipe de France pour les championnats du monde.
En 2020, il rejoint le Vélo Club Pays de Loudéac, réserve de l'équipe B&B Hotels-Vital Concept p/b KTM dirigée par Jérôme Pineau. En juin 2021, il se révèle sous les couleurs de l'équipe de France espoirs en terminant huitième de Course de la Paix espoirs, tout en ayant remporté la dernière étape dans un sprint en petit comité. Stagiaire de B&B Hotels p/b KTM en 2021, la formation annonce en août le passage en professionnel de Laurance dans l'équipe en 2022.

### Carrière professionnelle

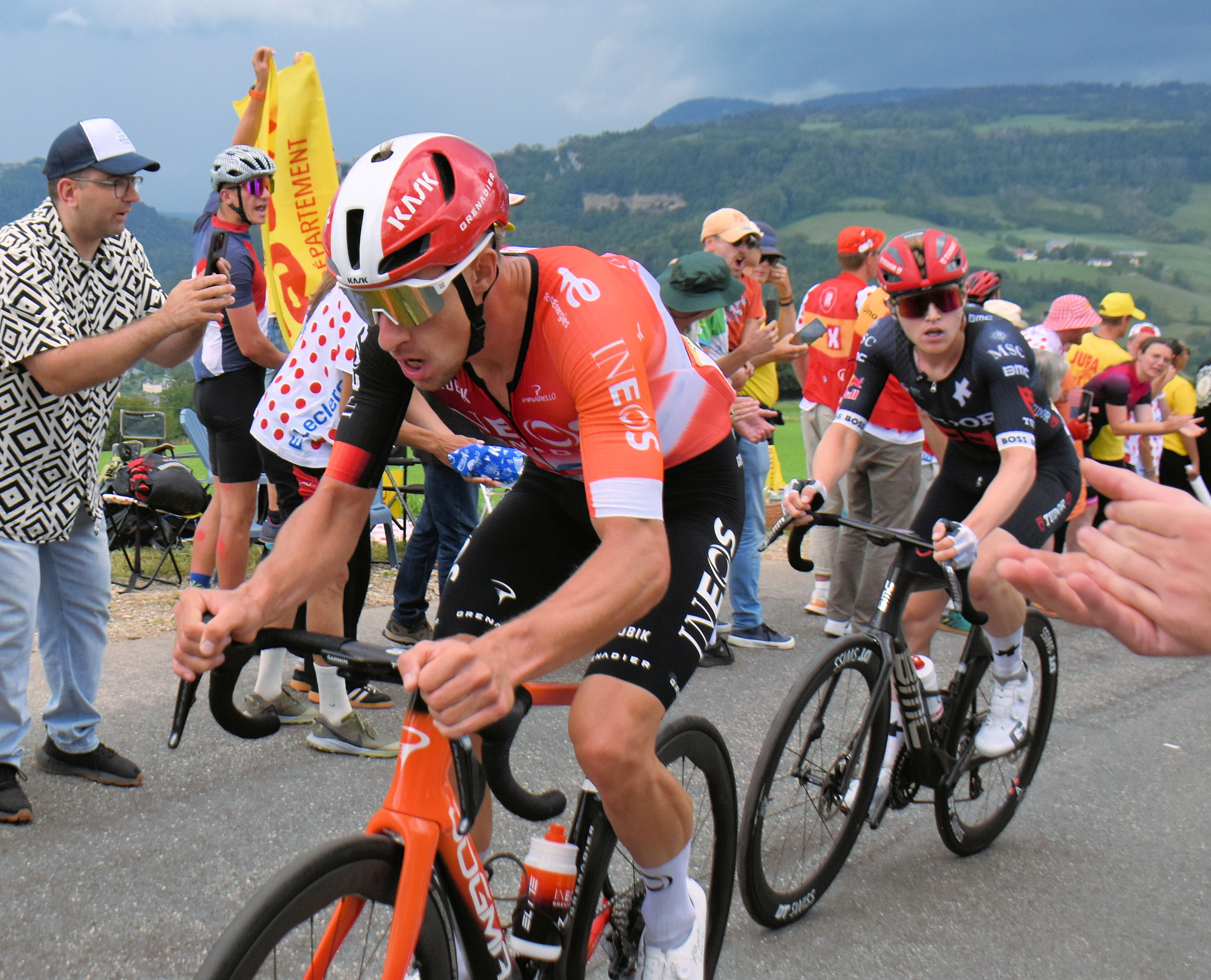
Axel Laurance sur le Tour de France 2025

#### B&B Hotels (2021-2022)
Il crée la surprise en août 2022 en terminant 2e au sprint de la Bretagne Classic, épreuve du World Tour, seulement battu par Wout van Aert. Le jeune français remporte un mois plus tard sa première victoire professionnelle en battant au sprint Jonathan Milan et Matej Mohorič sur la quatrième étape du Tour de Croatie.

#### Alpecin-Deceuninck (2023-2024)

##### 2023: champion du monde sur route espoirs
Faute de financement, le manager Jérôme Pineau annonce début décembre 2022 la fin de son équipe. Laurance s'engage alors pour 2023 et 2024 avec la structure Alpecin-Deceuninck. Il intègre en 2023 l'équipe réserve avec la perspective de rejoindre l'équipe première, dont l'effectif 2023 atteint le nombre maximal de 30 coureurs autorisé par l'UCI, en 2024.
Le 12 août 2023, Axel Laurance remporte le championnat du monde de cyclisme sur route à Glasgow (catégorie espoirs), après une échappée solitaire de 27 km. Il est le cinquième Français à gagner ce titre,.

##### 2024: victoire en World Tour et classement général du Tour de Norvège
Après une saison au sein de l'équipe développement, il signe avec Alpecin-Deceuninck en 2024. Le 1er février, il remporte à Rousson la 2e étape de l'Étoile de Bessèges-Tour du Gard, s'imposant dans un sprint à quatre en bosse devant Mads Pedersen et revêt le maillot de leader du classement général. Le 22 mars, il remporte la cinquième étape du Tour de Catalogne au sprint à Viladecans, sa première victoire en World Tour.
Le 24 mai, il remporte la 2e étape du Tour de Norvège à Gullingen, dans un sprint à neuf coureurs après une ascension de 5,5 kilomètres et s'empare du maillot orange de leader du classement général qu'il conserve jusqu'au bout de ce tour. Il s’agit de sa première victoire sur une course par étapes.
Il prend le départ du Tour de France, son premier grand tour, avec l'objectif de remporter une étape. Membre de l'échappée matinale de la 2e étape, il attaque dans la première ascension de la côte de San Luca avant d'être repris par ses compagnons d'échappé. Il termine finalement septième de l'étape, remportée par son compatriote Kévin Vauquelin.
Le 2 septembre, il annonce rejoindre l'équipe INEOS Grenadiers pour les saisons 2025 et 2026.

## Palmarès

### Sur route

#### Par année
- 2018
  - Tour du Morbihan Juniors
  - 2e étape d'Aubel-Thimister-Stavelot (contre-la-montre par équipes)
  - 2e de la Ronde du Printemps
- 2019
  -  Champion de Bretagne sur route juniors
  - 2ea étape d'Aubel-Thimister-Stavelot (contre-la-montre par équipes)
  - 1re étape de la Ronde des vallées
  - 1re étape du Grand Prix Rüebliland
  - Tour du Morbihan Juniors
- 2020
  - 4e étape du Circuit des plages vendéennes (contre-la-montre par équipe)
- 2021
  - 3e étape de la Course de la Paix-Grand Prix Jeseníky
  - 3e étape de La SportBreizh
  - 2e du Circuit boussaquin
- 2022
  - 4e étape du Tour de Croatie
  - 2e de la Bretagne Classic
- 2023
  -  Champion du monde sur route espoirs
  - 1re étape du Circuit des Ardennes
  - 4e étape du Tour Alsace
  - 3e du Tour de Louvain-Mémorial Jef Scherens
- 2024
  - 2e étape de l'Étoile de Bessèges-Tour du Gard
  - 5e étape du Tour de Catalogne
  - Tour de Norvège
    - Classement général
    - 2e étape
- 2025
  - 8e de Liège-Bastogne-Liège

#### Résultats sur les grands tours

##### Tour de France
2 participations
- 2024 : 99e
- 2025 : 53e

#### Classements mondiaux
| Année                                 | 2021  | 2022 | 2023 | 2024 |
| ------------------------------------- | ----- | ---- | ---- | ---- |
| Classement mondial                    | 1190e | 177e | 253e | 208e |
| UCI Europe Tour                       | 878e  | 144e | nc   | nc   |
|                                       |       |      |      |      |
| Légende : nc = non classéSource : UCI |       |      |      |      |

### En cyclo-cross
- 2016-2017
  - 3e du championnat de France de cyclo-cross cadets
- 2018-2019
  - Cyclo-cross de La Mézière juniors

### Sur piste
- 2017
  - 3e du championnat de France de vitesse par équipes juniors